# Oophytum oviforme
Oophytum oviforme är en isörtsväxtart som först beskrevs av Nicholas Edward Brown, och fick sitt nu gällande namn av Nicholas Edward Brown. Oophytum oviforme ingår i släktet Oophytum och familjen isörtsväxter. Inga underarter finns listade i Catalogue of Life.